# Station Pont-de-Bois
Station Pont-de-Bois is een spoorwegstation in de Franse gemeente Villeneuve-d'Ascq. Het ligt in de wijk Pont de Bois langs de spoorlijn Fives - Baisieux.

## Treindienst
| Serie         | Treinsoort      | Route                                   | Bijzonderheden |
| ------------- | --------------- | --------------------------------------- | -------------- |
| P 81 IC 19900 | TER (SNCF/NMBS) | Lille-Flandres – Pont-de-Bois – Doornik |                |

Op een paar minuten wandelafstand bevindt zich het metrostation Pont de Bois.